# Ghost Ship
Ghost Ship (Alternativtitel: Ghost Ship – Das Geisterschiff, Ghost Ship – Meer des Grauens) ist ein Horrorfilm aus dem Jahr 2002 des Regisseurs Steve Beck. Er ist nicht zu verwechseln mit dem gleichnamigen britischen Spielfilm von 1952.

## Handlung
In der Eröffnungsszene feiert und tanzt eine große Schar Menschen der gehobenen Klasse in den 1960er Jahren auf dem italienischen Luxusliner Antonia Graza. Sowohl im großen Saal als auch auf dem Vordeck erfreuen sich die Menschen an der Musik. Katie Harwoods, ein junges, alleinreisendes Mädchen, sitzt allein am Rande und wird durch einen Offizier mit einem Buchstaben-Spiel aufgeheitert. Als der Kapitän sie entdeckt, fordert er sie zum Tanz auf. Die nächste Szene zeigt die Hand einer Person, die einen Hebel umlegt. Daraufhin zieht eine Seilwinde ein dünnes Stahlseil auf, das ein Quadrat um die Gäste bildet. Als es fast vollständig aufgewickelt ist, reißt es abrupt von den Halterungen an der Reling ab und schnellt mit enormer Spannung quer über das Vordeck; die Gäste werden allesamt in zwei Teile geschnitten und sinken tot zu Boden. Aufgrund ihrer geringen Körpergröße peitscht das gespannte Seil über den Kopf von Katie hinweg, weshalb sie als einzige Passagierin überlebt und entsetzt aufschreit.
Vierzig Jahre später kontaktiert Pilot Jack Ferriman in einer Bar das Bergungsteam der Arctic Warrior um Captain Sean Murphy. Bei einem Erkundungsflug in der Beringstraße vor der Küste Alaskas hat Ferriman ein herrenlos herumtreibendes Schiff gesichtet und bietet an, sie dorthin zu bringen. Obwohl die Gruppe gerade erst von einer sechsmonatigen Bergungstour zurück ist und ihr Schiff nicht mehr im allerbesten Zustand ist, willigen sie ein, in der Hoffnung, die Bergungsrechte für das „Geisterschiff“ zu bekommen und reich zu werden.
Nach einiger Zeit auf See entdecken sie die seit dem 21. Mai 1962 vermisste Antonia Graza, die unsichtbar für das Radar plötzlich vor der Arctic Warrior auftaucht. Bei strömendem Regen machen die Entdecker ihre ersten Schritte auf dem wie aus dem Nichts erschienenen Schiff. Von diesem Zeitpunkt an scheint sie das Unglück zu verfolgen. Sie hören Stimmen und Teammitglied Maureen sieht während eines Beinaheunfalls erstmals „ein kleines Mädchen“ – Katie. Zudem müssen sie feststellen, dass der Luxusliner zwar immer noch imposant, aber dem Untergang geweiht ist. Das Schiff ist leck, der Maschinenraum geflutet, alle Maschinen unbrauchbar und zudem klemmt das Ruder. In einigen Tagen wird das Schiff zudem mit seinem gegenwärtigen Kurs auf ein Riff auflaufen und endgültig sinken. Zudem kann die Arctic Warrior mit ihrer reduzierten Maschinenkraft die Antonia Graza nicht im Schlepp ziehen. Als sie den Liner am nächsten Tag erneut betreten, um sich noch einmal umzusehen, finden sie einen Laderaum voller Goldbarren, und sie entschließen sich, die Antonia Graza aufzugeben und nur das Gold zu bergen. Während Mechaniker Santos den Motor klarmacht, öffnet sich hinter ihm wie von Geisterhand das Ventil einer Propangasflasche; als Steuermann Greer den Motor startet, explodiert die Arctic Warrior. Santos wird getötet, und die restliche Crew ist auf dem dem Untergang geweihten „Geisterschiff“ gefangen. Wenn sie überleben wollen, müssen sie nun also die Antonia Graza retten.
Das Team macht sich daran, das Leck im Rumpf der Antonia Graza und das Ruder zu reparieren, um sie vor dem Untergang zu bewahren. Die Crewmitglieder entdecken auf ihren Streifzügen auch die Leichen einiger Männer, die noch nicht lange tot sein können, und finden eine Digitaluhr, wie es sie 1962 noch nicht gab. Sie sind also nicht die Ersten, die das Schiff entdeckt haben. Von den Geistern des Kapitäns und Katie Harwoods werden Murphy und Maureen darüber aufgeklärt, dass einige Besatzungsmitglieder der Antonia Graza damals alle Passagiere und die restliche Besatzung brutal ermordeten, kurz nachdem ein einzelner Überlebender und die Ladung Goldbarren von einem anderen havarierten Schiff, der Loreley, geborgen worden waren. Der Überlebende entpuppte sich als ein übernatürliches Wesen, das die Sängerin Francesca und ihre Komplizen dazu brachte, sich zum Massenmord zu verschwören, wobei Francesca die Rädelsführerin war und zuletzt auch ihre Komplizen umbrachte. Den Toten brannte der Unbekannte ein „Mal“ ein, über das er sie kontrollieren kann. Seelen ohne Sünde kann er das Mal nicht anheften. Die kleine Katie, die bei ihrem Tod noch ohne Sünde war, kann er daher nicht kontrollieren. Der geistgewordene Kapitän klärt Sean Murphy darüber auf, wer der Gerettete von der Loreley war, woraufhin dieser verzweifelt versucht, seine Crew zu erreichen.
Derweil beginnt der geheimnisvolle Unbekannte mit dem „Ernten“ der neu auf das Schiff gekommenen Seelen: Greer wird vom Geist Francescas verführt und stürzt in einen Aufzugsschacht; Murphy sieht plötzlich überall den getöteten Santos und versucht schließlich, von Halluzinationen getrieben, Maureen zu töten, woraufhin seine Crew ihn in ein großes Aquarium sperrt. Nachdem sie durch Katie die Wahrheit über das Geschehen vor vierzig Jahren erfahren hat, will Maureen Murphy befreien, findet den Tank jedoch geflutet und Murphy darin ertrunken vor. Aus seiner Hand gleitet das Foto des geheimnisvollen Überlebenden, der für all die Ereignisse verantwortlich ist: Es ist Jack Ferriman. Und dieser tötet nun erbarmungslos jeden aus ihrer Besatzung, der für ihn keinen Nutzen mehr hat.
Nachdem er all ihre Kameraden getötet hat, stellt Ferriman Maureen im Maschinenraum der Antonia Graza und enthüllt seine wahre Natur. Er ist ein Diener des Teufels, den er „Boss“ nennt. Nach einem Leben voller Sünden ist er dazu verdammt, sündige Seelen auf Geisterschiffen zu sammeln und sie, sobald diese voll sind, in Schiffsladungen in der Hölle abzuliefern. Immer wieder führt er Bergungsteams auf die Antonia Graza, um das Schiff seetüchtig zu halten und zugleich noch weitere Seelen zu sammeln. Maureen, die den frisch reparierten Rumpf mit Sprengladungen versehen hat, um das Schiff endgültig zu versenken, wird von Ferriman in einen Kampf verwickelt. Sie kann schließlich, im Kampf unterlegen, gerade noch rechtzeitig die Sprengladung auslösen und die Antonia Graza damit versenken. Ferriman wird von der Explosion zerrissen. Vom Geist Katies geführt kann Maureen das Schiff rechtzeitig verlassen. Um sie herum steigen die auf dem Schiff gefangenen Seelen auf und entfliehen ins Jenseits, womit Ferriman versagt hat. Auch Katie ist nun frei und verschwindet nach einem stummen Abschied. Maureen, die einzige Überlebende des Untergangs der Antonia Graza, wird später von einem weiteren Luxusliner entdeckt und gerettet. Beim Verlassen des Schiffes im Hafen sieht sie vom Krankenwagen aus zu ihrem Entsetzen Ferriman mit seinen Kisten voller Goldbarren das Schiff besteigen, um einen neuen „Auftrag“ zu beginnen. Maureen kann es nicht verhindern, die Türen des Krankenwagens schließen sich.

## Kritik
„Formal aufwändiger, aber holprig erzählter und haarsträubend umgesetzter Horrorfilm, der versucht, das angestaubte Flair von Gruselfilmen der 1950er-Jahre mit einem modisch gelackten Stil zu kombinieren.“

## Hintergrund
- Die Antonia Graza ist dem gesunkenen italienischen Luxusliner Andrea Doria sehr detailgenau nachempfunden. Das Interieur jedoch entstammt der Fantasie der Filmemacher.
- Um der Zensur zu entgehen, wurden die Personen in den ersten Szenen des Filmes nicht geköpft, sondern durchtrennt.
- Beim Untergang der Graza kamen lediglich CGI-Effekte zum Einsatz. Für das Versenken eines großen Modells war das Budget zu gering.
- Bei Kosten von 35 Millionen US-Dollar spielte der Film in den USA 30 Millionen US-Dollar ein. Später hatte der Film Gesamteinnahmen von 68 Millionen Dollar erreicht.
- Der Nachname Ferriman (engl. ferryman „Fährmann“) ist vermutlich eine Anspielung auf Charon, den Fährmann aus der griechischen Mythologie, der die Toten über den Fluss Acheron zu dem Totengott Hades brachte.
- Die Geschichte der Mary Celeste, die Captain Sean Murphy am Anfang erzählt, ist teilweise wahr. Vermutlich wurde das Schiff wegen Alkoholdämpfen von der Crew verlassen. Die historische Mary Celeste hatte Industriealkohol geladen, im Film ist dagegen von einer Ladung Baumwolle die Rede. Auch andere Details der im Film erzählten Geschichte, wie das Jahr des Ereignisses und die Route des Schiffs, stimmen nicht mit den historischen Begebenheiten überein.
- Geisterschiffe waren häufig Schiffe, auf denen die Pest gewütet hatte. Die Toten wurden über Bord geworfen, sodass nur die letzten Sterbenden später gefunden wurden, das Schiff also fast leer war.